# Kentin Mahé
Kentin Mahé (Parigi, 22 maggio 1991) è un pallamanista francese, giocatore del Gummersbach e della nazionale francese.

## Palmarès

### Olimpiadi
- 2 medaglie:
  - 1 oro (Tokyo 2020)
  - 1 argento (Rio de Janeiro 2016)

### Mondiali
- 2 medaglie:
  - 2 ori (Qatar 2015; Francia 2017)

### Europei
- 1 medaglia:
  - 1 bronzo (Croazia 2018)